# Koblenz
Koblenz är en stad i det tyska förbundslandet Rheinland-Pfalz, belägen vid Rhen cirka 100 kilometer söder om Köln. Koblenz är den tredje största staden i Rheinland-Pfalz, efter Mainz och Ludwigshafen. Staden har en yta på 105 kvadratkilometer, och en befolkning på cirka 115 000 invånare. Hela storstadsområdet har strax över 400 000 invånare.

## Historia
Under Nero Claudius Drusus romerska fälttåg i Germanien år 9 f.Kr. anlades en befästning där floderna Mosel och Rhen flyter ihop. Den fick namnet Castellum apud Confluentes, ungefär "befästningen vid sammanflödet", och vid befästningen växte staden fram. Det romerska namnet på befästningen utvecklades till namnet Koblenz via bland annat Conbulantia och Covelenze. På en konstgjord udde i sammanflödet byggde Tyska orden ett sjukhus på 1200-talet, som sedermera blev känt som och gav namnet Deutsches Eck till platsen.
1018 tillföll Koblenz ärkebiskopsstiftet Trier. Under det trettioåriga kriget (1618–1648) var staden under flera perioder kontrollerad av såväl svenska som franska trupper. Staden är också känd som tillflyktsort för kontrarevolutionära grupper under franska revolutionen. Bland annat flydde greven av Provence (Ludvig XVI:s bror, sedermera kung Ludvig XVIII) dit 1791 för att försöka organisera en revolutionsfientlig intervention. 1794 intogs staden av fransmännen och förblev fransk fram till 1815, då den tillföll Preussen. Under preussiskt styre var orten huvudstad i Rhenprovinsen. Efter första världskriget var Koblenz 1919–1923 besatt av amerikanska, 1923–1929 av franska trupper.

## Storstadsområde
Många i den omgivande regionen pendlar in till arbetsplatser och utbildningar i Koblenzområdet, och hela pendlingsområdet omfattar Koblenz samt ytterligare 80 städer och kommuner, bland annat Neuwied och Andernach.
| Områdestyp                  | Areal (km²) | Invånarantal 31 december 2006 | Densitet (inv/km²) |
| --------------------------- | ----------- | ----------------------------- | ------------------ |
| Kärnstad (Koblenz)          | 105,02      | 105 888                       | 1 008,27           |
| Kärnstadens närområde       | 189,46      | 131 257                       | 692,80             |
| Närliggande pendlingsområde | 713,96      | 170 663                       | 239,04             |
| Totalt                      | 1 008,44    | 407 808                       | 404,39             |

Koblenzområdet är det folkrikaste storstadsområde i Rheinland-Pfalz som ligger helt inom delstatsgränsen, men har dock färre invånare än de delar av storstadsområdena Rhen-Mainområdet samt Rhen-Neckarområdet som ligger inom Rheinland-Pfalz.  

## Stadsdelar
Koblenz består av följande stadsdelar: Altstadt, Arenberg, Arzheim, Asterstein, Bubenheim, Ehrenbreitstein, Goldgrube, Güls mit Bisholder, Horchheim, Horchheimer Höhe, Immendorf, Karthause, Karthause Nord, Karthause-Flugfeld, Karthäuserhofgelände, Kesselheim, Lay, Lützel, Metternich, Moselweiß, Neuendorf, Niederberg, Neudorf, Oberwerth, Pfaffendorf, Pfaffendorfer Höhe, Rauental, Rübenach, Stolzenfels, Südliche Vorstadt, Mitte, Süd och Wallersheim.

## Vänorter
Koblenz har följande vänorter:
- Austin, USA, sedan 1992
- Haringey, Storbritannien, sedan 1969
- Maastricht, Nederländerna, sedan 1981
- Nevers, Frankrike, sedan 1963
- Norwich, Storbritannien, sedan 1978
- Novara, Italien, sedan 1991
- Petah Tikva, Israel, sedan 2000
- Varaždin, Kroatien, sedan 2007

## Personer
- Valéry Giscard d'Estaing
- Klemens von Metternich
- Johannes Peter Müller